# Temporada 2016-17 del Campeonato NACAM de Fórmula 4
La temporada 2016-17 del Campeonato NACAM de Fórmula 4 fue la segunda edición de dicho campeonato. Comenzó el 24 de septiembre de 2016 en Austin y finalizó el 18 de junio de 2017 igual en la Ciudad de México.
El guyanés Calvin Ming fue el ganador del Campeonato de Pilotos, el mexicano Manuel Sulaimán fue campeón del Campeonato de Novatos.

## Equipos y Pilotos
Las escuderías y pilotos para la temporada 2016-17 fueron las siguientes:
| Equipo               | No. | Piloto               | Clase | Rondas |
| -------------------- | --- | -------------------- | ----- | ------ |
| Telcel RPL Racing    | 2   | José Sierra          |       | Todas  |
| Telcel RPL Racing    | 33  | Facundo Garese       |       | 6      |
| Telcel RPL Racing    | 33  | Ricardo Pérez        |       | 7–8    |
| Telcel RPL Racing    | 58  | Luis Alfonso Pérez   |       | 1–5    |
| Telcel RPL Racing    | 79  | Santiago Lozano      |       | 1–5, 8 |
| Ram Racing           | 4   | Calvin Ming          |       | Todas  |
| Ram Racing           | 7   | Andrés Gutiérrez     |       | 2      |
| Ram Racing           | 8   | Manuel Sulaimán      | N     | 1, 3–6 |
| Ram Racing           | 8   | Pipo Villa           |       | 7      |
| Ram Racing           | 10  | Jorge Herrera        | N     | 1–3, 8 |
| Ram Racing           | 17  | Michael Santos       | N     | 8      |
| MomoF4 Team          | 5   | Alexandra Mohnhaupt  |       | Todas  |
| MomoF4 Team          | 6   | Moisés de la Vara    |       | 1      |
| MomoF4 Team          | 7   | Andrés Gutiérrez     |       | 1      |
| MomoF4 Team          | 45  | Baltazar Leguizamón  |       | 2      |
| MomoF4 Team          | 57  | Giancarlo Vecchi     |       | 2–3    |
| MomoF4 Team          | 57  | Charlie Eastwood     | I     | 5      |
| MomoF4 Team          | 66  | Gustavo Jiménez Pons |       | 4, 8   |
| MomoF4 Team          | 88  | Juan José Díaz       | N     | 8      |
| Scuderia Martiga EG  | 6   | Moisés de la Vara    |       | 2–8    |
| Scuderia Martiga EG  | 11  | Kory Enders          |       | 8      |
| Scuderia Martiga EG  | 16  | Alejandro Berumen    | N     | 1–5    |
| Scuderia Martiga EG  | 18  | Alexis Carreño       |       | Todas  |
| Scuderia Martiga EG  | 21  | Marcelo García       | N     | 6      |
| Scuderia Martiga EG  | 21  | David Martínez       |       | 7      |
| Easy-Shop.com Racing | 9   | Daniel Forcadell     |       | 1, 3–8 |
| Easy-Shop.com Racing | 17  | José Manuel Vilalta  |       | 2      |
| Marespi Racing       | 20  | Sergio Martínez      |       | 2, 5   |
| J Bernal Racing      | 26  | Luis Leeds           |       | 2      |
| J Bernal Racing      | 31  | Marcus Vario         | N     | 1      |
| J Bernal Racing      | 57  | Giancarlo Vecchi     |       | 6      |
| APYCSA Racing        | 35  | Jorge Abed           |       | 1–2    |
| APYCSA Racing        | 74  | Enzo Fittipaldi      | N     | 2      |
| APYCSA Racing        | 85  | Álex Servín          | N     | 3–8    |
| CEDVA Racing         | 55  | Jorge Contreras      |       | 2      |
| Rached Racing        | 71  | Samira Rached        |       | 8      |

| Icono | Leyenda                                              |
| ----- | ---------------------------------------------------- |
| N     | Novato                                               |
| I     | Pilotos invitados no son elegibles para sumar puntos |

## Calendario
El calendario consistió de las siguientes 8 rondas.
| Ronda | Ronda | Circuito                                       | Fecha            |
| 2016  | 2016  | 2016                                           | 2016             |
| ----- | ----- | ---------------------------------------------- | ---------------- |
| 1     | C1    | Circuito de las Américas, Austin               | 25 de septiembre |
| 1     | C2    | Circuito de las Américas, Austin               | 25 de septiembre |
| 1     | C3    | Circuito de las Américas, Austin               | 25 de septiembre |
| 2     | C1    | Autódromo Hermanos Rodríguez, Ciudad de México | 29 de octubre    |
| 2     | C2    | Autódromo Hermanos Rodríguez, Ciudad de México | 30 de octubre    |
| 3     | C1    | Autódromo Miguel E. Abed, Amozoc               | 3 de diciembre   |
| 3     | C2    | Autódromo Miguel E. Abed, Amozoc               | 4 de diciembre   |
| 3     | C3    | Autódromo Miguel E. Abed, Amozoc               | 4 de diciembre   |
| 2017  |       |                                                |                  |
| 4     | C1    | Autódromo Yucatán, Mayakoba                    | 28 de enero      |
| 4     | C2    | Autódromo Yucatán, Mayakoba                    | 29 de enero      |
| 4     | C3    | Autódromo Yucatán, Mayakoba                    | 29 de enero      |
| 5     | C1    | Autódromo Internacional de Cancún, Cancún      | 4 de febrero     |
| 5     | C2    | Autódromo Internacional de Cancún, Cancún      | 5 de febrero     |
| 5     | C3    | Autódromo Internacional de Cancún, Cancún      | 5 de febrero     |
| 6     | C1    | Autódromo Monterrey, Apodaca                   | 6 de mayo        |
| 6     | C2    | Autódromo Monterrey, Apodaca                   | 7 de mayo        |
| 6     | C3    | Autódromo Monterrey, Apodaca                   | 7 de mayo        |
| 7     | C1    | Autódromo San Luis 400, San Luis Potosí        | 20 de mayo       |
| 7     | C2    | Autódromo San Luis 400, San Luis Potosí        | 21 de mayo       |
| 7     | C3    | Autódromo San Luis 400, San Luis Potosí        | 21 de mayo       |
| 8     | C1    | Autódromo Hermanos Rodríguez, Ciudad de México | 17 de junio      |
| 8     | C2    | Autódromo Hermanos Rodríguez, Ciudad de México | 18 de junio      |
| 8     | C3    | Autódromo Hermanos Rodríguez, Ciudad de México | 18 de junio      |

| Ronda | Ronda | Ronda                                          | Pole Position     | Vuelta rápida      | Piloto ganador     | Equipo Ganador      | Ganador rookie    |
| 2016  | 2016  | 2016                                           | 2016              | 2016               | 2016               | 2016                | 2016              |
| ----- | ----- | ---------------------------------------------- | ----------------- | ------------------ | ------------------ | ------------------- | ----------------- |
| 1     | C1    | Circuito de las Américas, Austin               | José Sierra       | Andrés Gutiérrez   | José Sierra        | Telcel RPL Racing   | Jorge Herrera     |
| 1     | C2    | Circuito de las Américas, Austin               |                   | Manuel Sulaimán    | Andrés Gutiérrez   | MomoF4 Team         | Jorge Herrera     |
| 1     | C3    | Circuito de las Américas, Austin               | Alexis Carreño    | Andrés Gutiérrez   | Andrés Gutiérrez   | MomoF4 Team         | Manuel Sulaimán   |
| 2     | C1    | Autódromo Hermanos Rodríguez, Ciudad de México | Andrés Gutiérrez  | Alexis Carreño     | Alexis Carreño     | Scuderia Martiga EG | Alejandro Berumen |
| 2     | C2    | Autódromo Hermanos Rodríguez, Ciudad de México |                   | José Sierra        | Calvin Ming        | Ram Racing          | Enzo Fittipaldi   |
| 3     | C1    | Autódromo Miguel E. Abed, Amozoc               | José Sierra       | José Sierra        | José Sierra        | Telcel RPL Racing   | Manuel Sulaimán   |
| 3     | C2    | Autódromo Miguel E. Abed, Amozoc               |                   | José Sierra        | Luis Alfonso Pérez | Telcel RPL Racing   | Manuel Sulaimán   |
| 3     | C3    | Autódromo Miguel E. Abed, Amozoc               | José Sierra       | Giancarlo Vecchi   | Giancarlo Vecchi   | MomoF4 Team         | Manuel Sulaimán   |
| 2017  |       |                                                |                   |                    |                    |                     |                   |
| 4     | C1    | Autódromo Yucatán, Mayakoba                    | Calvin Ming       | Calvin Ming        | Calvin Ming        | Ram Racing          | Manuel Sulaimán   |
| 4     | C2    | Autódromo Yucatán, Mayakoba                    |                   | Moisés de la Vara  | Calvin Ming        | Ram Racing          | Manuel Sulaimán   |
| 4     | C3    | Autódromo Yucatán, Mayakoba                    | Calvin Ming       | Luis Alfonso Pérez | José Sierra        | Telcel RPL Racing   | Alejandro Berumen |
| 5     | C1    | Autódromo Internacional de Cancún, Cancún      | Calvin Ming       | Calvin Ming        | Calvin Ming        | Ram Racing          | Manuel Sulaimán   |
| 5     | C2    | Autódromo Internacional de Cancún, Cancún      |                   | Manuel Sulaimán    | José Sierra        | Telcel RPL Racing   | Manuel Sulaimán   |
| 5     | C3    | Autódromo Internacional de Cancún, Cancún      | Calvin Ming       | Calvin Ming        | Moisés de la Vara  | Scuderia Martiga EG | Manuel Sulaimán   |
| 6     | C1    | Autódromo Monterrey, Apodaca                   | Moisés de la Vara | Moisés de la Vara  | Calvin Ming        | Ram Racing          | Manuel Sulaimán   |
| 6     | C2    | Autódromo Monterrey, Apodaca                   |                   | Facundo Garese     | Facundo Garese     | Telcel RPL Racing   | Ninguno acabó     |
| 6     | C3    | Autódromo Monterrey, Apodaca                   | Moisés de la Vara | José Sierra        | Moisés de la Vara  | Scuderia Martiga EG | Manuel Sulaimán   |
| 7     | C1    | Autódromo San Luis 400, San Luis Potosí        | Calvin Ming       | Calvin Ming        | Calvin Ming        | Ram Racing          | Álex Servín       |
| 7     | C2    | Autódromo San Luis 400, San Luis Potosí        |                   | Alexis Carreño     | Alexis Carreño     | Scuderia Martiga EG | Ninguno acabó     |
| 7     | C3    | Autódromo San Luis 400, San Luis Potosí        | Calvin Ming       | Calvin Ming        | Calvin Ming        | Ram Racing          | Álex Servín       |
| 8     | C1    | Autódromo Hermanos Rodríguez, Ciudad de México | José Sierra       | Moisés de la Vara  | Moisés de la Vara  | Scuderia Martiga EG | Juan José Díaz    |
| 8     | C2    | Autódromo Hermanos Rodríguez, Ciudad de México |                   | Santiago Lozano    | Calvin Ming        | Ram Racing          | Michael Santos    |
| 8     | C3    | Autódromo Hermanos Rodríguez, Ciudad de México | Moisés de la Vara | Moisés de la Vara  | José Sierra        | Telcel RPL Racing   | Juan José Díaz    |

## Clasificaciones

### Sistema de puntuación
| Posición | 1  | 2  | 3  | 4  | 5  | 6 | 7 | 8 | 9 | 10 |
| Puntos   | 25 | 18 | 15 | 12 | 10 | 8 | 6 | 4 | 2 | 1  |

### Campeonato de Pilotos
| Pos                                    | Piloto               | COTA | COTA | COTA | AHR1 | AHR1 | PUE | PUE | PUE | MER | MER | MER | CAN | CAN | CAN | MTY | MTY | MTY | SLP | SLP | SLP | AHR2 | AHR2 | AHR2 | Puntos |
| -------------------------------------- | -------------------- | ---- | ---- | ---- | ---- | ---- | --- | --- | --- | --- | --- | --- | --- | --- | --- | --- | --- | --- | --- | --- | --- | ---- | ---- | ---- | ------ |
| 1                                      | Calvin Ming          | 3    | 3    | 6    | 3    | 1    | 3   | 3   | 2   | 1   | 1   | Ret | 1   | 2   | 2   | 1   | 2   | 9   | 1   | 2   | 1   | 4    | 1    | 4    | 399    |
| 2                                      | José Sierra          | 1    | Ret  | 3    | 2    | 2    | 1   | 10  | 5   | 4   | 2   | 1   | 2   | 1   | 4   | 4   | 3   | 5   | 4   | 4   | 4   | 3    | 10   | 1    | 336    |
| 3                                      | Alexis Carreño       | 6    | 8    | 2    | 1    | 3    | 7   | 5   | 6   | 7   | 3   | 9   | 6   | 9   | 9   | 3   | 6   | 2   | 3   | 1   | 3   | 5    | 2    | 10   | 254    |
| 4                                      | Moisés de la Vara    | 7    | 6    | 4    | 8    | Ret  | 4   | 9   | 9   | 5   | 5   | 2   | 7   | 7   | 1   | 8   | 7   | 1   | 2   | 3   | 2   | 1    | 4    | 8    | 248    |
| 5                                      | Luis Alfonso Pérez   | 9    | Ret  | 9    | 4    | 4    | 5   | 1   | 3   | 6   | 4   | 3   | 3   | 4   | 3   |     |     |     |     |     |     |      |      |      | 155    |
| 6                                      | Manuel Sulaimán      | 10   | 5    | 5    |      |      | 6   | 2   | 4   | 2   | 6   | Ret | 4   | 5   | 5   | 2   | 8   | 4   |     |     |     |      |      |      | 151    |
| 7                                      | Alexandra Mohnhaupt  | 8    | 7    | 8    | 6    | Ret  | 8   | 7   | Ret | Ret | 9   | 5   | 8   | 6   | 7   | 9   | 4   | 7   | 6   | 5   | 5   | 6    | 3    | 7    | 141    |
| 8                                      | Santiago Lozano      | 5    | 2    | Ret  | Ret  | Ret  | 9   | DNS | 8   | 3   | 8   | 4   | 9   | 3   | 6   |     |     |     |     |     |     | 2    | 5    | 3    | 133    |
| 9                                      | Giancarlo Vecchi     |      |      |      | Ret  | 5    | 2   | 4   | 1   |     |     |     |     |     |     | 5   | 5   | 6   |     |     |     |      |      |      | 93     |
| 10                                     | Andrés Gutiérrez     | 2    | 1    | 1    | Ret  | 10   |     |     |     |     |     |     |     |     |     |     |     |     |     |     |     |      |      |      | 69     |
| 11                                     | Jorge Herrera        | 4    | 4    | 7    | Ret  | Ret  | 10  | 6   | 7   |     |     |     |     |     |     |     |     |     |     |     |     | Ret  | 11   | 9    | 47     |
| 12                                     | Daniel Forcadell     | 11   | 9    | 11   |      |      | 12  | 8   | 10  | 8   | 10  | 7   | 10  | DNS | DNS | DNS | DNS | DNS | 5   | 7   | 7   | 8    | 8    | NC   | 47     |
| 13                                     | Alejandro Berumen    | 12   | 10   | Ret  | 9    | 7    | 11  | Ret | DNS | 9   | 7   | 6   | 5   | 8   | 8   |     |     |     |     |     |     |      |      |      | 43     |
| 14                                     | Alex Servín          |      |      |      |      |      | Ret | 11  | DNS | Ret | Ret | 8   | Ret | Ret | Ret | 10  | 10  | 10  | 7   | 8   | 6   | 10   | 9    | Ret  | 28     |
| 15                                     | Juan José Díaz       |      |      |      |      |      |     |     |     |     |     |     |     |     |     |     |     |     |     |     |     | 7    | 7    | 5    | 22     |
| 16                                     | Sergio Martínez      |      |      |      | 5    | 6    |     |     |     |     |     |     | Ret | 10  | 10  |     |     |     |     |     |     |      |      |      | 20     |
| 17                                     | Michael Santos       |      |      |      |      |      |     |     |     |     |     |     |     |     |     |     |     |     |     |     |     | 9    | 6    | 6    | 18     |
| 18                                     | Marcelo García       |      |      |      |      |      |     |     |     |     |     |     |     |     |     | 7   | 9   | 8   |     |     |     |      |      |      | 12     |
| 19                                     | José Manuel Vilalta  |      |      |      | 7    | 11   |     |     |     |     |     |     |     |     |     |     |     |     |     |     |     |      |      |      | 6      |
| 20                                     | Enzo Fittipaldi      |      |      |      | Ret  | 8    |     |     |     |     |     |     |     |     |     |     |     |     |     |     |     |      |      |      | 4      |
| 21                                     | Jorge Contreras      |      |      |      | 10   | 9    |     |     |     |     |     |     |     |     |     |     |     |     |     |     |     |      |      |      | 3      |
| 22                                     | Gustavo Jiménez Pons |      |      |      |      |      |     |     |     | 10  | 11  | 10  |     |     |     |     |     |     |     |     |     | Ret  | 12   | NC   | 2      |
| 23                                     | Jorge Abed           | Ret  | 11   | 10   | Ret  | Ret  |     |     |     |     |     |     |     |     |     |     |     |     |     |     |     |      |      |      | 1      |
| –                                      | Marcus Vario         | Ret  | NC   | NC   |      |      |     |     |     |     |     |     |     |     |     |     |     |     |     |     |     |      |      |      | 0      |
| –                                      | Samira Rached        |      |      |      |      |      |     |     |     |     |     |     |     |     |     |     |     |     |     |     |     | DNS  | Ret  | NC   | 0      |
| –                                      | Ricardo Pérez        |      |      |      |      |      |     |     |     |     |     |     |     |     |     |     |     |     | DNS | DNS | DNS | Ret  | Ret  | Ret  | 0      |
| –                                      | Baltazar Leguizamón  |      |      |      | DNS  | DNS  |     |     |     |     |     |     |     |     |     |     |     |     |     |     |     |      |      |      | 0      |
| Pilotos no elegibles para sumar puntos |                      |      |      |      |      |      |     |     |     |     |     |     |     |     |     |     |     |     |     |     |     |      |      |      |        |
|                                        | Facundo Garese       |      |      |      |      |      |     |     |     |     |     |     |     |     |     | 6   | 1   | 3   |     |     |     |      |      |      |        |
|                                        | Kory Enders          |      |      |      |      |      |     |     |     |     |     |     |     |     |     |     |     |     |     |     |     | DNS  | Ret  | 2    |        |
|                                        | Pipo Villa           |      |      |      |      |      |     |     |     |     |     |     |     |     |     |     |     |     | DNS | 6   | 9   |      |      |      |        |
|                                        | David Martínez       |      |      |      |      |      |     |     |     |     |     |     |     |     |     |     |     |     | DNS | 9   | 8   |      |      |      |        |
|                                        | Luis Leeds           |      |      |      | Ret  | Ret  |     |     |     |     |     |     |     |     |     |     |     |     |     |     |     |      |      |      |        |
| –                                      | Charlie Eastwood     |      |      |      |      |      |     |     |     |     |     |     | DNS | Ret | DNS |     |     |     |     |     |     |      |      |      |        |
| Pos                                    | Piloto               | COTA | COTA | COTA | AHR1 | AHR1 | PUE | PUE | PUE | MER | MER | MER | CAN | CAN | CAN | MTY | MTY | MTY | SLP | SLP | SLP | AHR2 | AHR2 | AHR2 | Puntos |

| Color     | Resultado                        |
| --------- | -------------------------------- |
| Oro       | Ganador                          |
| Plata     | 2.ª plaza                        |
| Bronce    | 3.ª plaza                        |
| Verde     | Finalizó en los puntos           |
| Azul      | Finalizó sin puntos              |
| Azul      | NC - No clasificado              |
| Violeta   | Ret - No terminó (Carrera)       |
| Rojo      | DNQ - No se clasificó            |
| Negro     | DSQ - Descalificado              |
| Blanco    | DNS - No empezó (carrera)        |
| Blanco    | WD - Retirado (fin de semana)    |
| Blanco    | C - Carrera cancelada            |
| Sin color | DNP - Inscrito pero no participó |
| Sin color | INJ - Lesionado                  |
| Sin color | EX - Excluido                    |

| Estado  | Resultado                                                               |
| ------- | ----------------------------------------------------------------------- |
| Negrita | Pole position                                                           |
| Cursiva | Vuelta rápida                                                           |
| †       | Abandona, pero clasifica al completar el porcentaje requerido para ello |

### Campeonato de Novatos
| Pos | Piloto            | COTA | COTA | COTA | AHR1 | AHR1 | PUE | PUE | PUE | MER | MER | MER | CAN | CAN | CAN | MTY | MTY | MTY | SLP | SLP | SLP | AHR2 | AHR2 | AHR2 | Puntos |
| --- | ----------------- | ---- | ---- | ---- | ---- | ---- | --- | --- | --- | --- | --- | --- | --- | --- | --- | --- | --- | --- | --- | --- | --- | ---- | ---- | ---- | ------ |
| 1   | Manuel Sulaimán   | 10   | 5    | 5    |      |      | 6   | 2   | 4   | 2   | 6   | Ret | 4   | 5   | 5   | 2   | 8   | 4   |     |     |     |      |      |      | 336    |
| 2   | Alejandro Berumen | 12   | 10   | Ret  | 9    | 8    | 11  | Ret | DNS | 9   | 7   | 6   | 5   | 8   | 8   |     |     |     |     |     |     |      |      |      | 203    |
| 3   | Alex Servin       |      |      |      |      |      | Ret | 11  | DNS | Ret | Ret | 8   | Ret | Ret | Ret | 10  | 10  | 10  | 7   | 8   | 6   | 10   | 9    | Ret  | 183    |
| 4   | Jorge Herrera     | 4    | 4    | 7    | Ret  | Ret  | 8   | 6   | 8   |     |     |     |     |     |     |     |     |     |     |     |     | Ret  | 11   | 9    | 149    |
| 5   | Juan José Díaz    |      |      |      |      |      |     |     |     |     |     |     |     |     |     |     |     |     |     |     |     | 7    | 7    | 5    | 68     |
| 6   | Michael Santos    |      |      |      |      |      |     |     |     |     |     |     |     |     |     |     |     |     |     |     |     | 9    | 6    | 6    | 61     |
| 7   | Marcelo García    |      |      |      |      |      |     |     |     |     |     |     |     |     |     | 7   | 9   | 8   |     |     |     |      |      |      | 54     |
| 8   | Enzo Fittipaldi   |      |      |      | Ret  | 6    |     |     |     |     |     |     |     |     |     |     |     |     |     |     |     |      |      |      | 25     |
| 9   | Marcus Vario      | Ret  | NC   | NC   |      |      |     |     |     |     |     |     |     |     |     |     |     |     |     |     |     |      |      |      | 0      |
| Pos | Piloto            | COTA | COTA | COTA | AHR1 | AHR1 | PUE | PUE | PUE | MER | MER | MER | CAN | CAN | CAN | MTY | MTY | MTY | SLP | SLP | SLP | AHR2 | AHR2 | AHR2 | Puntos |

| Color     | Resultado                        |
| --------- | -------------------------------- |
| Oro       | Ganador                          |
| Plata     | 2.ª plaza                        |
| Bronce    | 3.ª plaza                        |
| Verde     | Finalizó en los puntos           |
| Azul      | Finalizó sin puntos              |
| Azul      | NC - No clasificado              |
| Violeta   | Ret - No terminó (Carrera)       |
| Rojo      | DNQ - No se clasificó            |
| Negro     | DSQ - Descalificado              |
| Blanco    | DNS - No empezó (carrera)        |
| Blanco    | WD - Retirado (fin de semana)    |
| Blanco    | C - Carrera cancelada            |
| Sin color | DNP - Inscrito pero no participó |
| Sin color | INJ - Lesionado                  |
| Sin color | EX - Excluido                    |

| Estado  | Resultado                                                               |
| ------- | ----------------------------------------------------------------------- |
| Negrita | Pole position                                                           |
| Cursiva | Vuelta rápida                                                           |
| †       | Abandona, pero clasifica al completar el porcentaje requerido para ello |